# Afrikansk vildkat
Den afrikanske vildkat (latin: Felis silvestris lybica) er et kattedyr i gruppen rovpattedyr og er en underart af arten vildkat (Felis silvestris). Den afrikanske vildkat er udbredt i det nordlige Afrika, den Arabiske halvø, øerne i Middelhavet, Lilleasien, mellemøsten, Kaukasus, og i det vestlige Asien. Den afrikanske vildkat lever fortrinsvis af mus, rotter, firben, insekter og fugle. Den blev første gang videnskabeligt beskrevet af tyskeren Johann Forster i 1777.

## Udseende
Den afrikanske vildkat er almindeligvis sandbrun, eller en blanding af gul og grå i pelsfarven. Kattens halespids er næsten altid sort, med striber af samme farve på halen. Farvetegninger som makrelstriber er ualmindelige hos den. Skjold-stribede mønstre som man ofte finder hos huskatte er også meget sjældne. Den europæiske vildkat er mere tilbøjelig til sådanne mønstre sammen med tamkatten, selvom makrelstribede katte er sjældne mange steder i verden. Oprindeligt var det makrelstribede mønster den afrikanske vildkats oprindelige mønster, da den blev tamgjort. Handelsmænd der kom til Nordafrika for at handle, tog ofte de katte med mest usædvanlige mønstre med sig. Pelsen på den afrikanske vildkat er relativt kortere end den Europæiske vildkat og tamkatten, så den bedre tåler varmen. Selve katten er også mindre. Fra hoved til hale er den cirka 50 til 75 cm, halen er 20 til 38 cm og vægten varierer fra 3 til 6.5 kg. Hankatten er som regel størst.

## Udvikling
Den afrikanske vildkat udviklede sig fra kattelignende dyr som Proailurus, der var halvt kat og halvt desmerkat, og som stammede fra miaciderne, der dukkede op for omkring 60 mio. år siden, forfædre til alle nulevende pattedyr. Efterfølgeren til Proailurus var Pseudaelurus, som dukkede op for omkring 20 mio. år siden. Den mindede mere om nutidens tamkatte; den gik på tåspidserne og var mindre, men havde hugtænder ligesom den sabeltandede tiger.
Panthera-udviklingslinjen, som fører til nutidens løver og pantere, udviklede sig for omkring 10,6 mio. år siden, og Felis-slægten, som omfatter tamkatten og vildkatten udviklede sig for omkring 6,1 mio. år siden. Biologer og eksperter har længe været i tvivl om huskatten nedstammer helt og holdent fra den afrikanske vildkat, eller om den europæiske vildkat også spillede en rolle. Nyere undersøgelser fra Italien af alle tre kattetyper, tamkatten, den europæiske vildkat, og den afrikanske vildkat, viste, at huskatten stammer direkte fra den afrikanske vildkat, og ligeså den europæiske vildkat, men at sidstnævnte slet ikke spillede nogen rolle i tamkattens udvikling.

## Formering
Den afrikanske vildkat er drægtig i 56 til 69 dage efter parringen. Den føder levende unger kaldet killinger. Killingerne bliver født blinde som tamkattens, og kan ikke klare sig uden deres mor. Den afrikanske vildkats adfærd ændrer sig fra at være vild og aggressiv til at være stille og mere forsigtig i drægtighedsperioden. Killingerne bliver født i højt græs, hule træer eller huller i jorden. De bliver hos moderen i 5 til 6 måneder, og  hunkattene kan selv blive drægtige efter cirka et år. Faderen til killingerne tager ingen del i opfostringen, og fordi hunkatten ofte parrer sig med flere ad gangen, kan det være umuligt at sige, hvem faderen til kuldet er.  

## Udbredelse for tamkat
Tamkatten nedstammer helt og holdent fra den afrikanske vildkat, som udviklede sig i Nordafrika og senere spredte sig over hele verden. Handelsmænd og købmænd kom til Afrika for at handle, omkring 1000. f.Kr, og de opdagede hurtigt, at tamkattene var gode rejsefæller, fordi de fangede mus og rotter, der var på skibene. Samtidig kunne kattene også indbringe høje priser i fremmede lande. Købmændene gik efter tamkatte med de mest udsædvanlige pelsfarver, som blå og chokoladebrune farver, i stedet for den almindelige sandbrune grå-gullige farve, fordi man mente, at katte med disse farver var blidere og mindre aggressive. Efterhånden blev tamkatten spredt over mange lande på kloden og udviklede efterhånden en mere venlig personlighed.